# Viola acutifolia
Viola acutifolia là một loài thực vật có hoa trong họ Hoa tím. Loài này được (Kar. & Kir.) W. Becker miêu tả khoa học đầu tiên năm 1916.